# Pomník železnice
Pomník železnice se nachází u obce Sebranice v místech, kudy měla vést železniční trať spojující města Litomyšl a Polička.

## Železniční trať
Návrh na toto železniční spojení byl vytvořen v roce 1910. Trať měla začínat v Litomyšli, vést přes obce Osík, Dolní Újezd, Horní Újezd, Sebranice, Střítež a končit v Poličce. U Sebranice měla stát stanice u kapličky v lokalitě Kněžství. Z blíže neznámých důvodů se však stavba trati neuskutečnila. Předpokládá se, že důvody bylo vypuknutí první světové války a později i druhé světové války. Navíc byl projekt kvůli častým viaduktům finančně značně nákladný.

## Pomník
Dne 28. září 2007 došlo k odhalení a vysvěcení pomníku této neexistující trati, který vybudoval Spolek archaických nadšenců. Nachází se v místech, kde měla být železniční stanice. Pomník představuje 4090 mm dlouhou trať s klasickým rozchodem (1435 mm). Jako nejkratší funkční železniční trať v ČR je pelhřimovskou agenturou Dobrý den zapsán v České knize rekordů.